# Seibersdorf
Seibersdorf là một thị xã trong huyện Baden trong bang Niederösterreich của Áo.
Seibersdorf nằm ở vành đai công nghiệp bang, diện tích là 20,2 km², 9,36% là rừng.
Seibersdorf có các khu dân cư: Deutsch-Brodersdorf, Seibersdorf.